# جون كلارك (ممرضة)
جون كلارك (بالإنجليزية: June Clark) هي ممرضة بريطانية، ولدت في 31 مايو 1941 في شفيلد في المملكة المتحدة.